# Live Hearts
Live Hearts è un album live dei Moving Hearts, pubblicato dalla WEA Records nel 1983. Il disco fu registrato dal vivo il 28 febbraio 1983 al The Dominion Theatre di Londra (Inghilterra) con il cantante-chitarrista Mick Hanly in sostituzione di Christy Moore.

## Tracce
Lato A
1. McBrides – 5:42 (Donal Lunny, Declan Sinnott, Eoghan O'Neill)
2. Freddie – 4:17 (Mick Hanly, Donal Lunny, Declan Sinnott)
3. Downtown – 3:13 (Davy Spillane)
4. All I Remember – 3:53 (Mick Hanly)
5. Open Those Gates – 4:40 (Mick Hanly, Donal Lunny, Declan Sinnott)

Lato B
1. Strain of the Dance – 3:40 (J McCarthy)
2. What Will You Do About Me – 5:42 (Jesse Oris Farrow)
3. Let Somebody Know – 10:56 (Declan Sinnott)
4. Lake of Shadows – 4:47 (Donal Lunny, Declan Sinnott, Eoghan O'Neill)

## Musicisti
- Donal Lunny - bouzouki, sintetizzatore, voce
- Mick Hanly - chitarra, voce
- Declan Sinnott - chitarra, voce
- Davy Spillane - cornamuse (uillean pipes), fischietto (low whistle)
- Keith Donald - sassofono tenore, sassofono soprano
- Eoghan O'Neill - basso, voce
- Matt Kellaghan - batteria, percussioni